# 洛伊斯河

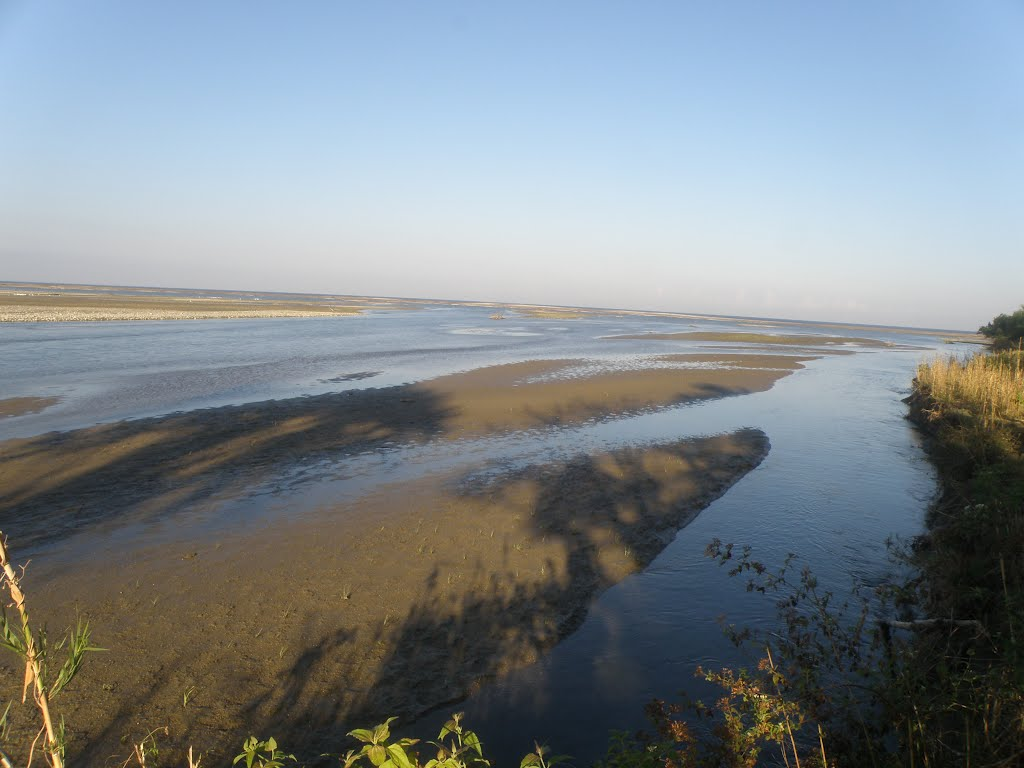
洛伊斯河

洛伊斯河（Loes River），是帝汶島的一條跨國河流，也是該島北部少數的常年河流之一。它發源於印尼所屬的西帝汶境內，行政區劃為東努沙登加拉省貝盧縣。向北流經縣治阿坦布阿後轉向東北流，至東帝汶國界後轉向東流，並成為兩國界河。於托那比比附近匯集右側也是兩國界河的另一支流後，進入東帝汶境內。至阿塔貝東北側匯集右側兩條非常態性支流後，轉向西流，隨後注入薩武海。